# Si me voy antes que vos
Si me voy antes que vos es un disco perteneciente al cantautor de música popular uruguayo Jaime Roos que fue editado bajo el sello Columbia en 1996. Esta álbum cuenta con la participación de las cantantes argentinas Mercedes Sosa, Hilda Lizarazu y Adriana Varela.

## Lista de canciones
1. Si me voy antes que vos (4:40)
2. Bienvenido (6:35) – con el grupo La Doble – Voz Solista de Freddy Bessio.
3. Don Carlos (5:36)
4. Los Murguistas (4:11) – con Adriana Varela.
5. Si me voy antes que vos (4:42) (Versión dos) – con Mercedes Sosa.
6. Suena (4:20)
7. Good bye (El tazón de té) (4:05)
8. Expreso Horizonte (7:24) - con Hilda Lizarazu.